# Sir Gadabout: The Worst Knight in the Land
Sir Gadabout: The Worst Knight in the Land ist eine britische Comedy- und Abenteuerserie, die vor allem an ein jüngeres Publikum gerichtet ist. Die Ausstrahlung erfolgte in zwei Staffeln von 2002 bis 2003.

## Handlung
Im Königreich Camelot gehört der furchtbar tollpatschige Ritter Sir Gadabout zur Tafelrunde. Sein Ziel besteht darin, das Königreich gemeinsam mit den anderen Rittern zu beschützen, vor allem vor den beiden hinterlistigen Sir Rancid und seiner „Nanny“, die nur darauf aus sind, Camelot regelmäßig ins Chaos zu stürzen. Aufgrund seines Unvermögen, müssen ihm die Prinzessin Elenora und der Knappe Will (ab der zweiten Staffel Juan) ein ums andere Mal aus der Klemme helfen.

## Episodenübersicht

### Staffel 1
| Nr | Titel                | Erstausstrahlung |
| -- | -------------------- | ---------------- |
| 1  | Lead Balloons        | 10. Februar 2002 |
| 2  | Halibut in the Stone | 18. Februar 2002 |
| 3  | The Strike           | 23. Februar 2002 |
| 4  | Love Potion          | 4. März 2002     |
| 5  | Chiller              | 12. März 2002    |
| 6  | Orgwozzle            | 18. März 2002    |
| 7  | Elenora's Betrothal  | 25. März 2002    |
| 8  | Silent Knight        | 1. April 2002    |
| 9  | The Ghost            | 8. April 2002    |
| 10 | A Fishy Tale         | 15. April 2002   |

### Staffel 2
| Nr | Titel                    | Erstausstrahlung |
| -- | ------------------------ | ---------------- |
| 1  | Teddy Ransom             | 28. Februar 2003 |
| 2  | Decoy                    | 7. März 2003     |
| 3  | The King and Irene       | 14. März 2003    |
| 4  | For Better or for Worse  | 21. März 2003    |
| 5  | Sir Badabout             | 28. März 2003    |
| 6  | Five Knights and a Baby  | 4. April 2003    |
| 7  | Interview with an Umpire | 11. April 2003   |
| 8  | Knight Fever             | 18. April 2003   |
| 9  | Wild Nights              | 25. April 2003   |
| 10 | Amateur Knights          | 2. Mai 2003      |

Hinweis: Unterschiedliche Belege geben widersprüchliche Angaben zur Reihenfolge der Episoden an.